# Susette Mariboe
Susette Augusta Mariboe, född 8 maj 1825 i Neapel, död 12 oktober 1889 i Köpenhamn, var en dansk pedagog. Hon tillhörde pionjärerna inom utvecklingen av grundtvigs pedagogik i Danmark.